# Lech Stachowiak
Lech Remigiusz Stachowiak (ur. 24 maja 1926 w Poznaniu, zm. 1 sierpnia 1997 w Łodzi) – polski ksiądz katolicki, biblista, członek redakcji naukowej Biblii Tysiąclecia (od II wydania), tłumacz Pisma świętego z języków oryginalnych, wicerektor, prefekt i profesor Wyższego Seminarium Duchownego w Łodzi.

## Życiorys

### Praca naukowa
Dzieciństwo spędził we Wrześni, tam w 1938 ukończył szkołę powszechną. W czasie II wojny światowej został z rodziną wysiedlony do Radomia. W 1947 zdał maturę w Liceum im. Henryka Sienkiewicza we Wrześni i w tym samym roku wstąpił do Wyższego Seminarium Duchownego w Łodzi. W latach 1949–1953 studiował na Uniwersytecie we Fryburgu zakończone licencjatem. 20 lipca 1952 przyjął we Fryburgu święcenia kapłańskie, W 1955 obronił we Fryburgu pracę doktorską z teologii Chrestotes, Ihre biblisch-theologische Entwicklung und Eigenart, napisaną pod kierunkiem Karla Prümma (nostryfikowaną na Katolickim Uniwersytecie Lubelskim w 1963), w latach 1955-1958 studiował w Papieskim Instytucie Biblijnym, tam w 1962 obronił pracę doktorską z nauk biblijnych Die paulinische Paränesen und die Unterweisung über die zwei Geister (1QS III,13-IV,26). Eine trad.-gesch., exegetische und teolog. Studie napisaną pod kierunkiem Karla Prümma. Po powrocie do Polski został w 1958 profesorem Wyższego Seminarium Duchownego w Łodzi, gdzie wykładał biblistykę i języki orientalne, a także był m.in. prefektem i w latach 1968-1969 wicerektorem. W roku akademickim 1966/1967 rozpoczął równocześnie pracę na Katolickim Uniwersytecie Lubelskim, gdzie w 1967 habilitował się z nauk biblijnych na podstawie pracy Geneza i rozwój dualistycznej antropologii qumrańskiej, od tegoż roku kierował Katedrą Filologii Biblijnej Instytutu Nauk Biblijnych KUL, w 1977 objął nowo powstałą Katedrę Egzegezy Ksiąg Historycznych i Dydaktycznych Starego Testamentu, którą kierował do przejścia na emeryturę w 1996. W 1974 mianowany profesorem nadzwyczajnym, w 1981 profesorem zwyczajnym. 
Od 1966 do śmierci był członkiem Rady Naukowej Biblii Tysiąclecia, odpowiedzialnym za tłumaczenie i redakcję Starego Testamentu. Należał do Papieskiej Komisji Biblijnej (od 1990 do śmierci - wybierany dwukrotnie, w 1990 i 1995), pełnił funkcję prezesa Sekcji Biblistów Polskich przy Komisji Episkopatu Polski ds. nauki (1988-1993). Posiadał tytuły kanonika honorowego (1985), prałata honorowego Jego Świątobliwości (1991)
Został pochowany na cmentarzu na Mani w Łodzi.

### Biblia Tysiąclecia
Dla I wydania Biblii Tysiąclecia przetłumaczył List św. Jakuba oraz przygotował wstęp do Pięcioksięgu. Podczas prac nad II wydaniem BT został najpierw wybrany członkiem zespołu rewizyjnego, który miał się zająć przygotowaniem poprawek do I wydania. W grudniu 1966 został wybrany członkiem Redakcji Naukowej Biblii Tysiąclecia, odpowiedzialnym za Stary Testament, przygotował także nowe tłumaczenie Księgi Jeremiasza i Księgi Daniela, a razem z Augustynem Jankowskim poprawił także tłumaczenie Księgi Psalmów. Przygotował także wstępy do Pięcioksięgu, ogólnego wstępu do Ksiąg Prorockich i osobnego do Ksiąg Proroków Mniejszych, a także do Księgi Liczb, Księgi Rut, 1 i 2 Księgi Samuela, Księgi Tobiasza, Księgi Judyty, Księgi Estery, Księgi Psalmów, Księgi Ozeasza, Księgi Amosa, Księga Habakuka, Księgi Sofoniasza i Księgi Zachariasza. W czasie prac nad III wydaniem zredagował dla niego na nowo wstępy do Księgi Rodzaju, Mądrości Syracha i Księgi Barucha.

### Pozostałe prace
Od 1959 był redaktorem serii komentarzy biblijnych KUL "Pismo święte Starego Testamentu" i autorem komentarza do Księgi Jeremiasza (1967), Lamentacji i Księgi Barucha (1968), Księgi Izajasza (1996), w równoległej serii "Pismo święte Nowego Testamentu" wydał komentarz do Ewangelii św. Jana (1975). W ramach tzw. "Biblii lubelskiej" przygotował tłumaczenie i komentarz do Księgi Izajasza (komentarz i tłumaczenie Księgi Jeremiasza, również jego autorstwa, pochodzi odpowiednio z serii komentarzy KUL i Biblii Tysiąclecia). Był współautorem "Komentarza praktycznego do Nowego Testamentu (wyd. 1975 - wspólnie z Augustynem Jankowskim i Kazimierzem Romaniukiem). Napisał także książki Prorocy - słudzy słowa (1980) i Potop biblijny (1988) Pod jego redakcją ukazał się także podręcznik "Wstęp do Starego Testamentu" (1990). W Encyklopedii Katolickiej odpowiadał za dział redakcyjny "teologia biblijna Starego Testamentu".